# The Saturdays
«The Saturdays» — британсько-ірландський дівочий поп-гурт, сформований у Лондоні в 2007 році. Чотири синглу з дебютного альбому дівчат, «Chasing Lights» і обидва сингли з їхнього другого альбому — «Wordshaker» увійшли в першу десятку британського чарту. Учасниці реаліті-шоу «The Saturdays: 24/7» на каналі ITV 2.

## Склад
- Френкі Брідж — вокал
- Моллі Кінг — вокал
- Уна Хілі — вокал
- Ванесса Вайт — вокал
- Рошель Хьюмс — вокал

## Дискографія

### Студійні альбоми
- Chasing Lights (2008)
- Wordshaker (2009)
- On Your Radar (2011)
- Living for the Weekend (2013)

### Міні-альбоми
- Headlines! (2010)
- Chasing the Saturdays (2013)

## Тури

### Власні
- 2009: The Work Tour[1]
- 2011: The Headlines Tour[2]
- 2011: All Fired Up Tour

### З іншими виконавцями
- 2008: Girls Aloud — Tangled Up Tour[3]